# Équipe de République centrafricaine féminine de football
Cet article traite de l'équipe féminine. Pour l'équipe masculine, voir Équipe de République centrafricaine de football.
Maillots
L'équipe de République centrafricaine féminine de football est l'équipe nationale qui représente la République centrafricaine dans les compétitions internationales de football féminin. Elle est gérée par la Fédération centrafricaine de football.
La République centrafricaine joue son premier match officiel le 26 février 2018 contre le Congo dans le cadre des qualifications pour la Coupe d'Afrique des nations féminine 2018.